# Léon Kalenga Badikebele
Léon Kalenga Badikebele (17 de julho de 1956 – 12 de junho de 2019) foi um prelado congolês da Igreja Católica que trabalhou no serviço diplomático da Santa Sé.

## Biografia
Nasceu em Camina, Alto Lomami, então no Congo Belga. Foi ordenado sacerdote pela Diocese de Luebo em 5 de setembro de 1982.
Em 1988 ingressou na Pontifícia Academia Eclesiástica e em 27 de fevereiro de 1990 ingressou no serviço diplomático da Santa Sé. Suas primeiras atribuições o levaram ao Haiti, Guatemala, Zâmbia, Brasil, Egito, Zimbábue e Japão.
Em 1 de março de 2008, o Papa Bento XVI o nomeou Arcebispo Titular de Magnetum e Núncio Apostólico em Gana. Ele escolheu como lema episcopal a frase: "Fortes in fide", que significa "Forte na Fé". Recebeu sua consagração episcopal em 1 de maio do mesmo ano, através de Tarcisio Bertone, Cardeal-Secretário de Estado da Santa Sé, na Basílica de São Pedro; os principais co-consagradores foram o cardeal-diácono Agostino Vallini e o arcebispo da Cúria Francesco Coccopalmerio. Na mesma ocasião, foram ordenados Juan Ignacio Arrieta Ochoa de Chinchetru e Frans Daneels.
Em 22 de fevereiro de 2013, o Papa Bento XVI nomeou-o Núncio em El Salvador, e em 13 de abril o Papa Francisco nomeou-o também Núncio em Belize.
Em 17 de março de 2018, o Papa Francisco o nomeou Núncio Apostólico na Argentina.
Faleceu em Roma a 12 de junho de 2019, após uma longa doença. O Papa Francisco celebrou a sua missa de corpo presente a 15 de junho, na qual estiveram presentes os membros do corpo diplomático da Santa Sé, reunidos em Roma para a sua conferência trienal.